# Adamelliti
Le adamelliti sono rocce intrusive della famiglia del granito del tutto analoghe al granito come aspetto, ma contraddistinte da una maggiore quantità di plagioclasio (oligoclasio o andesina), che è presente in percentuale analoga al feldspato potassico.
Il nome deriva dal massiccio intrusivo dell'Adamello, dove sono largamente rappresentate.
È un termine oggi obsoleto, originariamente usato (1890) per indicare le "tonaliti a ortoclasio" del massiccio dell'Adamello, cioè le granodioriti.